# Ду Вей (футболіст)
Ду Вей (кит.: 杜威, нар. 9 лютого 1982, Лоян) — китайський футболіст, захисник клубу «Гуйчжоу Чжичен».
Виступав, зокрема, за клуби «Шанхай Шеньхуа» та «Шаньдун Лунен», а також національну збірну Китаю.
Чемпіон Шотландії. Володар Кубка шотландської ліги.

## Клубна кар'єра
Народився 9 лютого 1982 року в місті Лоян.
У дорослому футболі дебютував 2002 року виступами за команду клубу «Шанхай Шеньхуа», в якій провів три сезони, взявши участь у 78 матчах чемпіонату. Більшість часу, проведеного у складі «Шанхай Шеньхуа», був основним гравцем захисту команди.
Протягом 2005 року захищав кольори команди клубу «Селтік».
До складу клубу «Шанхай Шеньхуа» повернувся 2006 року. Цього разу відіграв за команду з Шанхая наступні три сезони своєї ігрової кар'єри. Граючи у складі «Шанхай Шеньхуа» також здебільшого виходив на поле в основному складі команди.
Протягом 2010—2012 років захищав кольори команди клубу «Ханчжоу Грінтаун».
У 2012 році уклав контракт з клубом «Шаньдун Лунен», у складі якого провів наступні три роки своєї кар'єри гравця.
Протягом 2015—2017 років захищав кольори команди клубу «Хебей Чайна Форчун».
До складу клубу «Гуйчжоу Чжичен» приєднався 2017 року.

## Виступи за збірну
У 2001 році дебютував в офіційних матчах у складі національної збірної Китаю.
У складі збірної був учасником чемпіонату світу 2002 року в Японії і Південній Кореї, кубка Азії з футболу 2011 року у Катарі.

## Титули і досягнення
- Чемпіон Шотландії (1):

«Селтік»: 2005–2006
- Володар Кубка шотландської ліги (1):

«Селтік»: 2005–2006
- Переможець Кубка Східної Азії: 2010